# L'Indomptable Feu du printemps
Pour plus de détails, voir Fiche technique et Distribution.
L'Indomptable Feu du printemps (This Is Not a Burial, It's a Resurrection) est un film lésothien réalisé par Lemohang Jeremiah Mosese, sorti en 2019.

## Synopsis
Une veuve de 80 ans lutte contre le déplacement de son village qui doit être remplacé par un réservoir.

## Fiche technique
- Titre : L'Indomptable Feu du printemps
- Titre original : This Is Not a Burial, It's a Resurrection
- Réalisation : Lemohang Jeremiah Mosese
- Scénario : Lemohang Jeremiah Mosese
- Musique : Yu Miyashita
- Photographie : Pierre de Villiers
- Montage : Lemohang Jeremiah Mosese
- Production : Cait Pansegrouw et Elias Ribeiro
- Société de production :Torino Film Lab et Urucu Media
- Pays de production :  Lesotho,  Afrique du Sud,  Italie et  États-Unis
- Genre : Drame
- Durée : 120 minutes
- Dates de sortie : 
  - Italie : 29 août 2019 (Mostra de Venise)
  - France : 28 juillet 2021

## Distribution
- Mary Twala : Mantoa
- Jerry Mofokeng : le joueur de lesiba
- Makhaola Ndebele : le prêtre
- Tseko Monaheng : le chef Khotso
- Siphiwe Nzima-Ntskhe : Pono
- Thabiso Makoto : Lasaro
- Thabo Letsie : Mokolobetsi
- Silas Monyatse : Morui
- Aleandro Florio : l'évangéliste
- Sarah Weber : la femme de l'évangéliste

## Accueil
Le film a reçu un accueil très favorable de la critique. Il obtient un score moyen de 91 % sur Metacritic.